# Arcidosso
Arcidosso é uma comuna italiana da região da Toscana, província de Grosseto, com cerca de 4.093 (agg. 04/2002) habitantes. Estende-se por uma área de 93,39 km², tendo uma densidade populacional de 43,81 hab/km². Faz fronteira com Campagnatico, Castel del Piano, Cinigiano, Roccalbegna, Santa Fiora.

## Demografia
| Variação demográfica do município entre 1861 e 2011                               |
|                                                                                   |
| Fonte: Istituto Nazionale di Statistica (ISTAT) - Elaboração gráfica da Wikipedia |